# Prašnice
Prašnice (znanstveno ime Lycoperdon) so rod gliv iz družine prašničark (Lycoperdaceae).

## Seznam prašnic Slovenije[3]
- varljiva prašnica (Lycoperdon decipiens)
- mala prašnica (Lycoperdon dermoxanthum)
- ježasta prašnica (Lycoperdon echinatum)
- vresina prašnica (Lycoperdon ericaeum)
- visoka prašnica (Lycoperdon excipuliforme)
- kosmata prašnica (Lycoperdon floccosum)
- pašniška prašnica (Lycoperdon lividum)
- zastrta prašnica (Lycoperdon mammiforme)
- jajčasta prašnica (Lycoperdon marginatum)
- rjava prašnica (Lycoperdon molle)
- smrdeča prašnica (Lycoperdon nigrescens)
- betičasta prašnica (Lycoperdon perlatum)
- travniška prašnica (Lycoperdon pratense)
- iglična prašnica (Lycoperdon umbrinum)